# Neuilly-le-Brignon
Neuilly-le-Brignon település Franciaországban, Indre-et-Loire megyében. Lakosainak száma 287 fő (2022. január 1.). Neuilly-le-Brignon Abilly, Cussay, Le Grand-Pressigny, Descartes és Paulmy községekkel határos.

## Népesség
A település népességének változása:
| Lakosok száma | 476  | 325  | 315  | 315  | 305  | 306  | 300  | 289  | 287  | 287  |
|               | 1968 | 1982 | 1990 | 2006 | 2013 | 2015 | 2017 | 2019 | 2020 | 2022 |